# Pausenspiel
Unter Pausenspiel, auch Pausenhofspiel oder Schulhofspiel,  versteht man in Spielwissenschaft und Umgangssprache einerseits ein bestimmtes Spiel, andererseits allgemein die Tätigkeit des Spielens während der Unterbrechung eines Arbeitsvorgangs.

## Charakter und Sinn des Pausenspiels
Die Pause ist eine zeitlich begrenzte Unterbrechung des Arbeitsprozesses. Dies charakterisiert auch das in dieser Zeitspanne mögliche Spielen: Pausenspiele kennzeichnen sich in der Regel durch ihre einfachen Strukturen. Die meisten Pausenspiele benötigen keine besondere Erklärung oder Einführung und können von allen sofort gespielt werden. Sie beginnen mit der Ankunft auf dem Spielgelände und enden mit dem meist akustischen Zeichen für den Schluss der Pause.
Als Ruhepause zwischen zwei meist anstrengenden Arbeitsabschnitten gedacht, wird der Freiraum zu einer kurzweiligen aktiven „Entspannungs- und Erholungsphase“ in Form des Spielens genutzt. Pausenspiele kennzeichnen sich dabei durch die Freiwilligkeit, mit der sich die Spielenden zusammenfinden und betätigen, durch das hohe Maß an Selbstbestimmung, Selbstorganisation und Selbstverantwortung. Die Spiele bieten wählbare Gelegenheiten zu Bewegung, Freude, Spaß, Unterhaltung ohne eine Einflussnahme oder gar einen Zwang von außen.
Über den Spannungsausgleich und die Erholung hinaus hat das Pausenspiel auch eine sozialpsychologische Komponente: Im freien Spiel findet eine Begegnung der Beschäftigten außerhalb ihrer beruflichen Tätigkeit, ohne die reglementierenden Vorschriften der Arbeitsabläufe, statt. Das schafft eine aufgelockerte Atmosphäre, was auch Einfluss auf die nachfolgende Zusammenarbeit in Schule oder Betrieb haben kann.

## Spielsituationen

### Schulpausen-Spiel

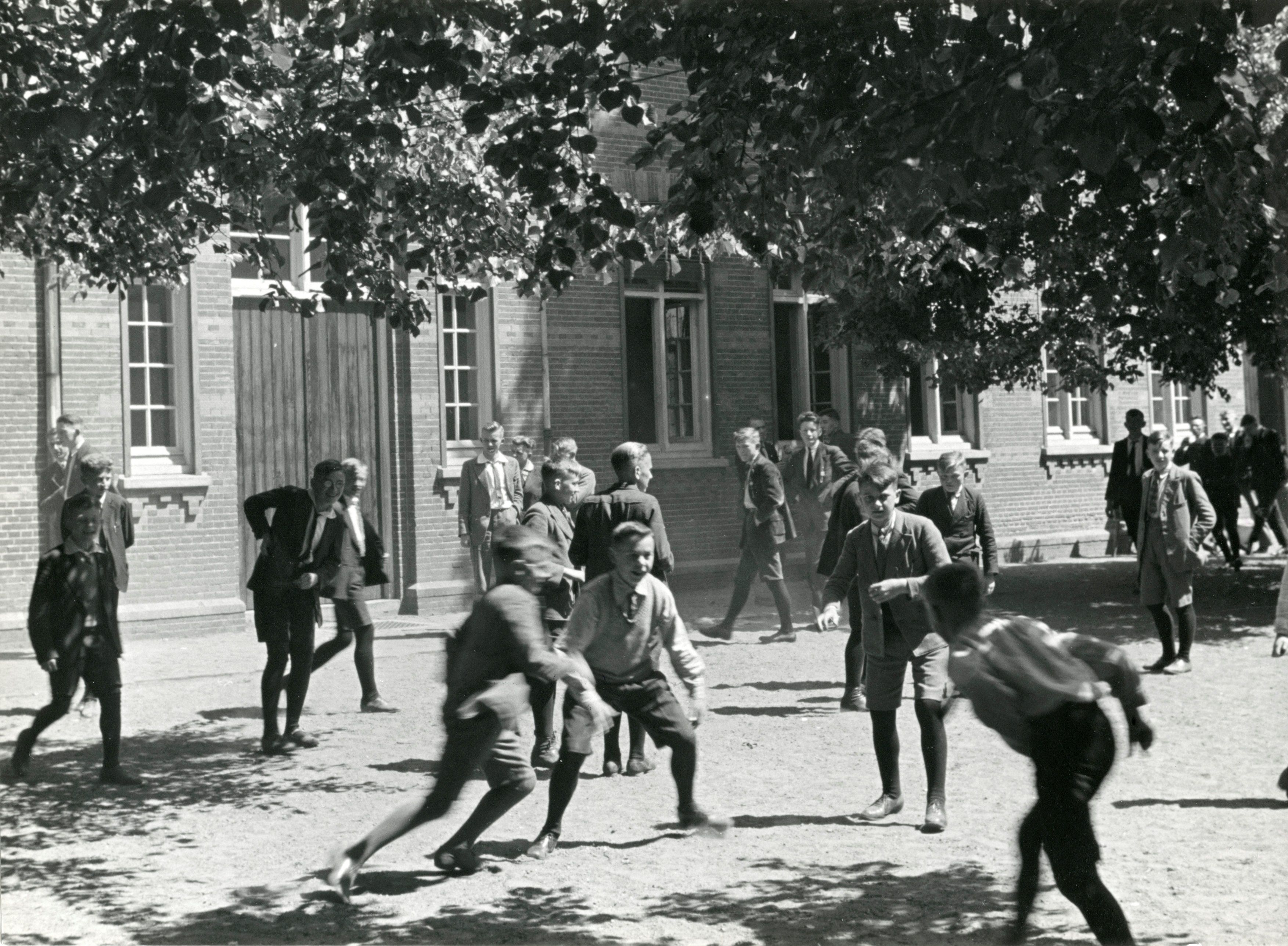
Pausenspiel 1934 (Niederlande)

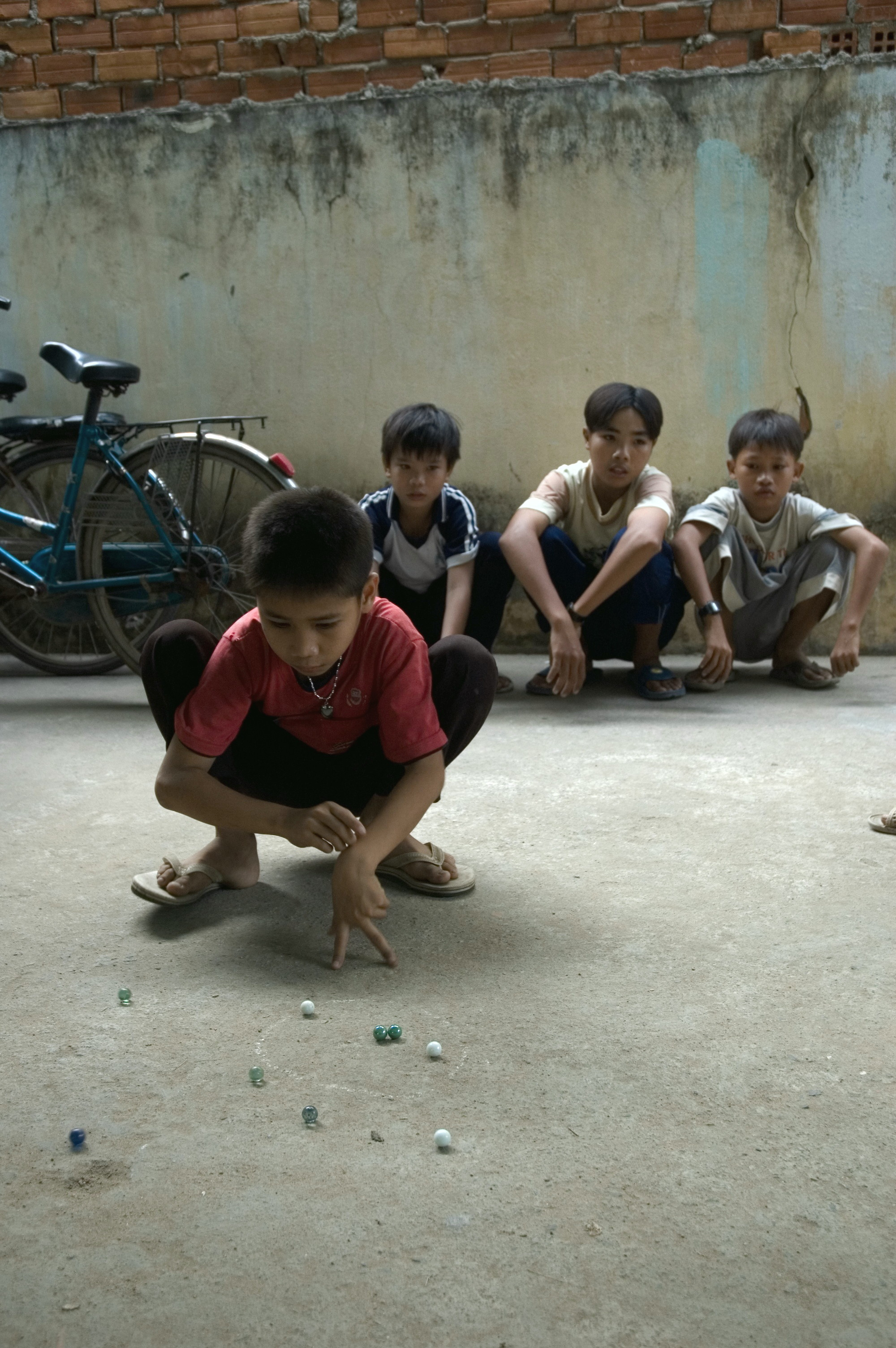
Murmelspiel in der Schulpause (Vietnam)

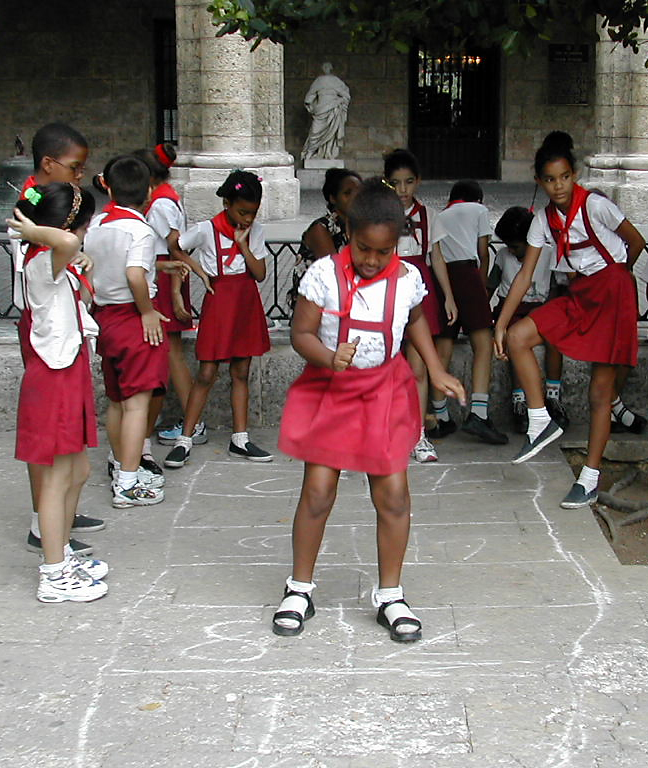
Schulhofspiel Hickelkasten (Kuba)

Die sogenannte Schulpause oder Unterrichtspause ist eine schulgesetzlich verankerte Erholungszeit zwischen den Schulstunden. Es ist eine Auszeit vom Lernen. Sie dient organisationsmäßig dem Übergang zwischen zwei Unterrichtsstunden. Damit wird der anstrengende Sitz- und Konzentrationszwang für kurze Zeit aufgehoben und von den Schülern in der Regel zu selbstbestimmten Bewegungsspielen genutzt. Das kann im Klassenzimmer geschehen, wenn die kurze Pause ein Verlassen des Raums nicht sinnvoll macht. Es ereignet sich in weitläufigerem Rahmen, wenn die großen Pausen ein Aufsuchen des Schulhofs bzw. Schulgeländes zulassen.
Schulpausenspiele existieren in allen Ländern, seitdem es Schulunterricht gibt. Die gewählten Spielformen sind einerseits alters-, andererseits zeitabhängig: Bevorzugen die lebhaften Grundschulkinder seit jeher Fang-, Lauf- und Hüpfspiele in allen Formen mit Kreisaufstellung, mit Sprungkästchen oder Seilen, so favorisieren die älteren meist Ballspielformen in Anlehnung an die großen Sportspiele wie Fußball oder Basketball, aber auch Sportarten wie Tischtennis oder Badminton. Die heute beliebten Handy- und Smartphone-Spiele haben keinerlei Chance, wenn intensive Bewegungsspiele die Räumlichkeit beherrschen. So begannen schon in der Mitte des 20. Jahrhunderts lebhafte „Schwammschlachten“ mit einem durchnässten Tafelschwamm, sobald der Lehrer das Klassenzimmer verlassen hatte. In anderen Klassen beschossen sich die Schüler mit Gummiflitzen und Papierkügelchen gegenseitig und nahmen dazu hinter Stühlen und Bänken Deckung. Auf den Schulplätzen wurde das Stöckchen setzen zu einem beliebten Pausenspiel der mittleren Jahrgänge. In ruhigeren Klassen etablierten sich je nach Alter Murmelspiele, Wandspiele, Kleine Ballspiele oder Brettspiele wie das Schiffe versenken.
Vom Interessenhorizont des Kindes nach viel Spiel und Bewegung ausgehend, und im Hinblick auf die Notwendigkeit eines Ausgleichs zu den langen Sitzphasen im theoretischen Unterricht, ist die Autorin Sonja Pelechowytsch den Möglichkeiten der Pausengestaltung im Kontext des Konzepts einer „Bewegten Schule“ nachgegangen. Ihre Recherchen vor Ort in der Schulrealität und ihre Kontaktnahmen mit den Kindern führen sie zu einer Ideensammlung, wie die Pausenzeiten kindgerecht und bewegungsreich gestaltet werden könnten.
Unter dem Stichwort „Bewegte Schule“ werden inzwischen in den meisten Schulen seitens der Schulleitungen anregende Umwelten geschaffen und Spielmaterialien bereitgestellt, die zum Spielen während der unterrichtsfreien Zeiten einladen und ein „gesittetes Spielen“ fördern sollen. Dazu dienen insbesondere eine attraktive Raumausstattung der Klassenzimmer und eine spielförderliche Pausenhofgestaltung.

### Arbeitspausen-Spiel
Das Arbeitszeitgesetz sieht auch für die beruflich tätige erwachsene Bevölkerung sogenannte Arbeitspausen vor, die es den Arbeitern, Angestellten und Beamten ermöglichen, sich in diesen Freiräumen spielerisch zu betätigen.  Die Entscheidung, sich spielerisch zu betätigen und die Wahl der Spiele hängen dabei stark von der Art der Tätigkeit und dem aufgestauten Bewegungsdrang der Schaffenden ab. So tendieren männliche Arbeiter, etwa in Fabriken, dazu, die Pausen-Zeiten durch Bewegungsspiele wie Fußball, Volleyball oder Basketball zu nutzen. Andere wiederum widmen sich beschaulichen Betätigungen wie Brettspielen oder neuerdings auch dem Spielen mit elektronischem Spielzeug.

## Spielpädagogische Gestaltung
Das Pausenspiel benötigt zunächst lediglich eine Räumlichkeit, die Spielen überhaupt möglich macht. Dies kann schon ein leeres Zimmer, ein Hof, eine Wand oder eine Wiese in der Nähe des Arbeitsplatzes sein. Vorteilhaft erweist sich zusätzlich eine ansprechende, zum Spielen anregende Raum- bzw. Geländeausstattung.

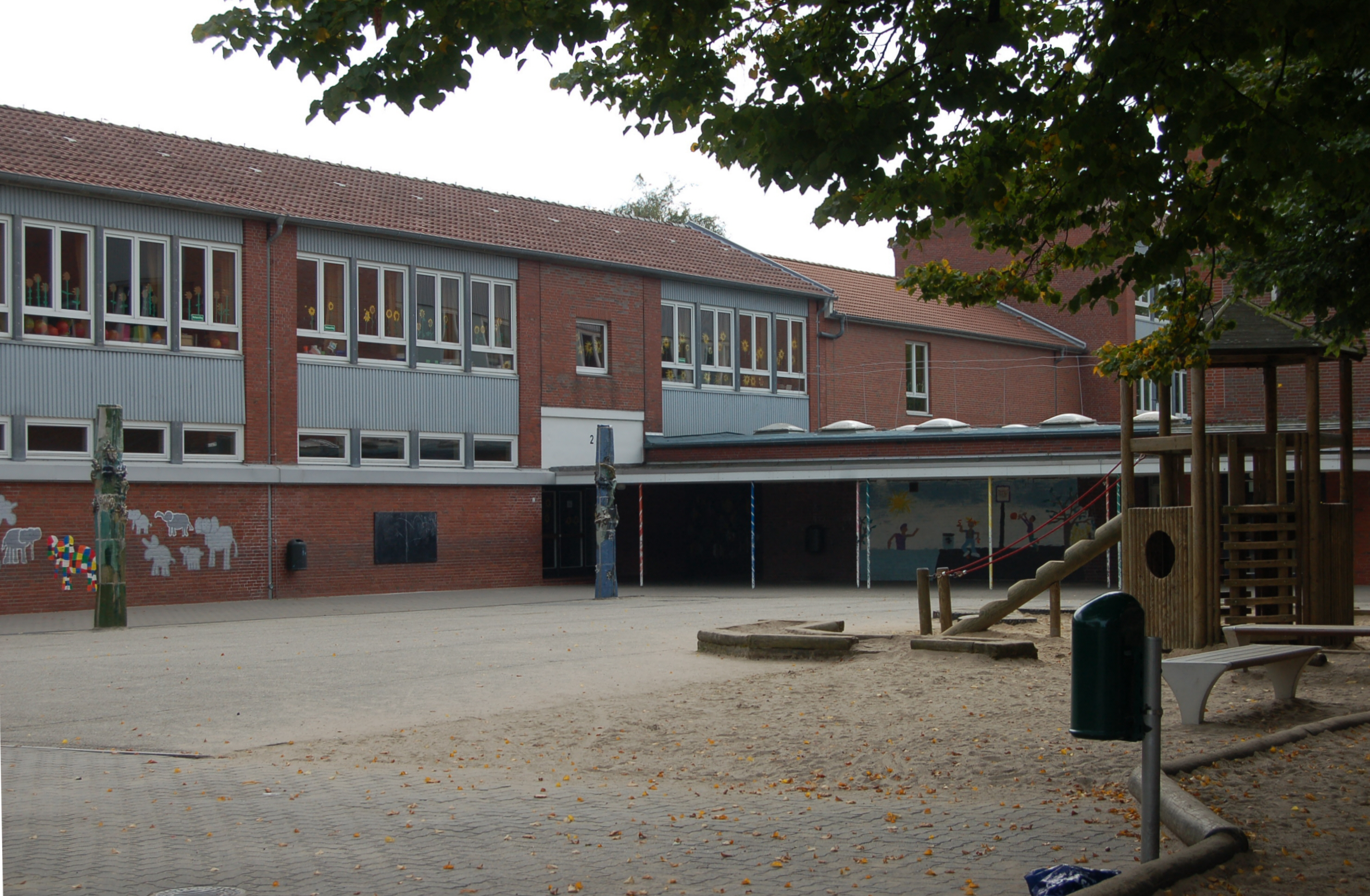
Schulhof der Roggenfeldschule in Uetersen

Spielwissenschaft und Spielpädagogik widmen sich seit den letzten Jahrzehnten verstärkt der Frage, wie die Attraktivität und Vielfalt des Spielens durch geeignete Maßnahmen auch im Pausenspiel wieder mehr ins Bewusstsein gerückt und wie dabei das kreative Spielen wieder besser gefördert werden kann. Dabei entstand die Idee, die  Pausenräume zu „Erlebnisräumen“, Innenräume und Außengelände zu attraktiven Spiellandschaften auszugestalten.

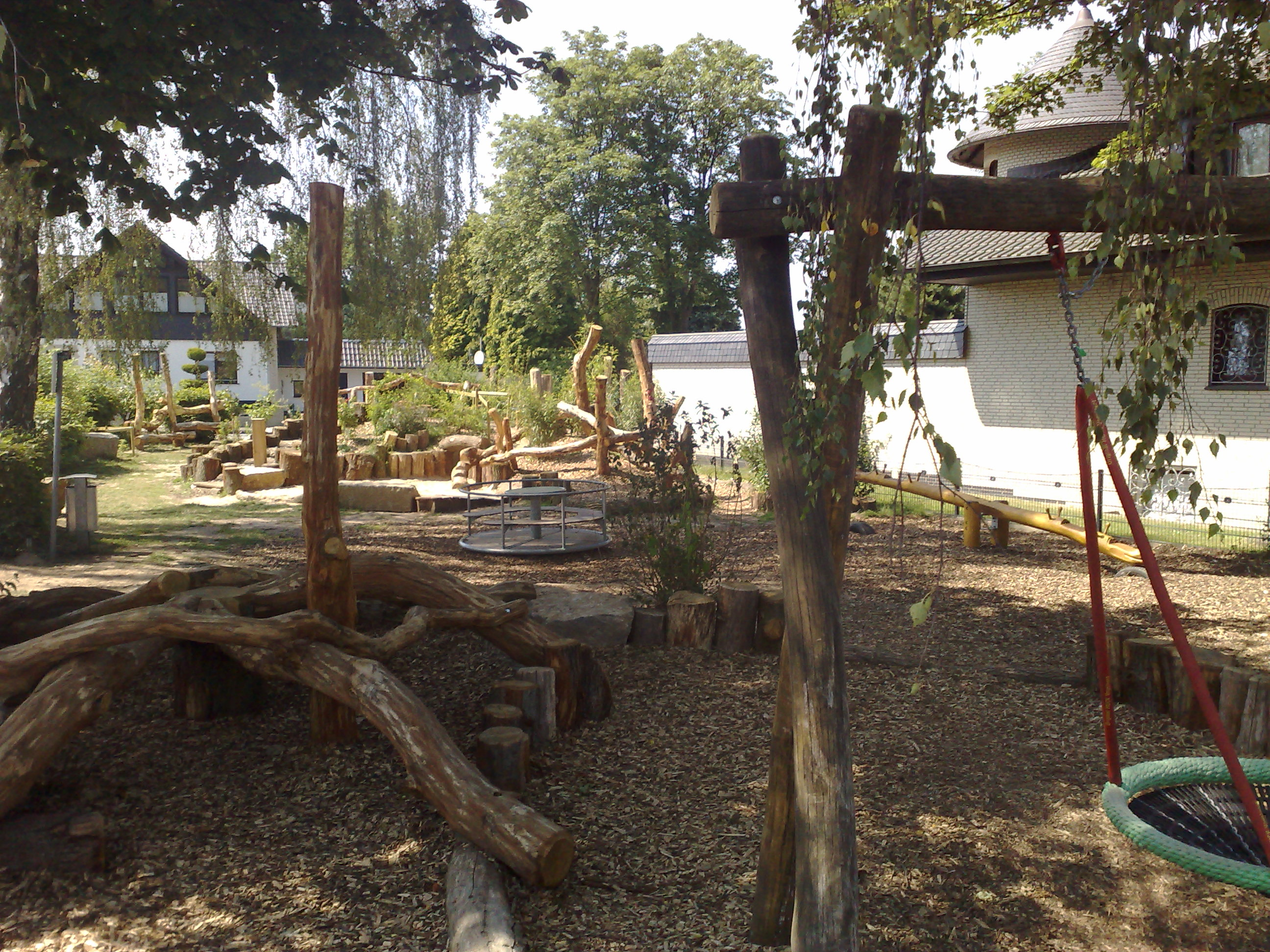
Natur-Bewegungs-Spielplatz in Alswede 2009

Unter  einer Spiellandschaft versteht die Spielwissenschaft eine Räumlichkeit oder ein offenes Gelände, das zum Spielen einlädt. Es kann sich um ein natürliches oder auch  ein künstlich arrangiertes Gelände, um Freiflächen oder strukturierte, mit Spielgeräten ausgestattete Spielstätten handeln.
In der Realität finden sich dazu einerseits Spiellandschaften und sogenannte Abenteuerspielplätze, die von den öffentlichen Einrichtungen geschaffen und für die Pausenbeschäftigung zur Verfügung gestellt werden. So bietet beispielsweise die ostwestfälische Ortschaft Alswede ihren Kindern einen „Natur-Erlebnis-Spielplatz“ an mit mannigfaltigen Gelegenheiten zum selbst bestimmten Spielen (Abbildung).
Andererseits ergreifen auch innovative Schulleitungen selbst die Initiative und entwickeln, etwa unter Anleitung und Unterstützung aus der Lehrerbildung, im Rahmen von fächer- und institutionsübergreifenden Projekten eigene Ideen, ihren Pausenhof in Gemeinschaftsarbeit zu einer attraktiven Spiellandschaft auszugestalten.